# Wargentin (hố)

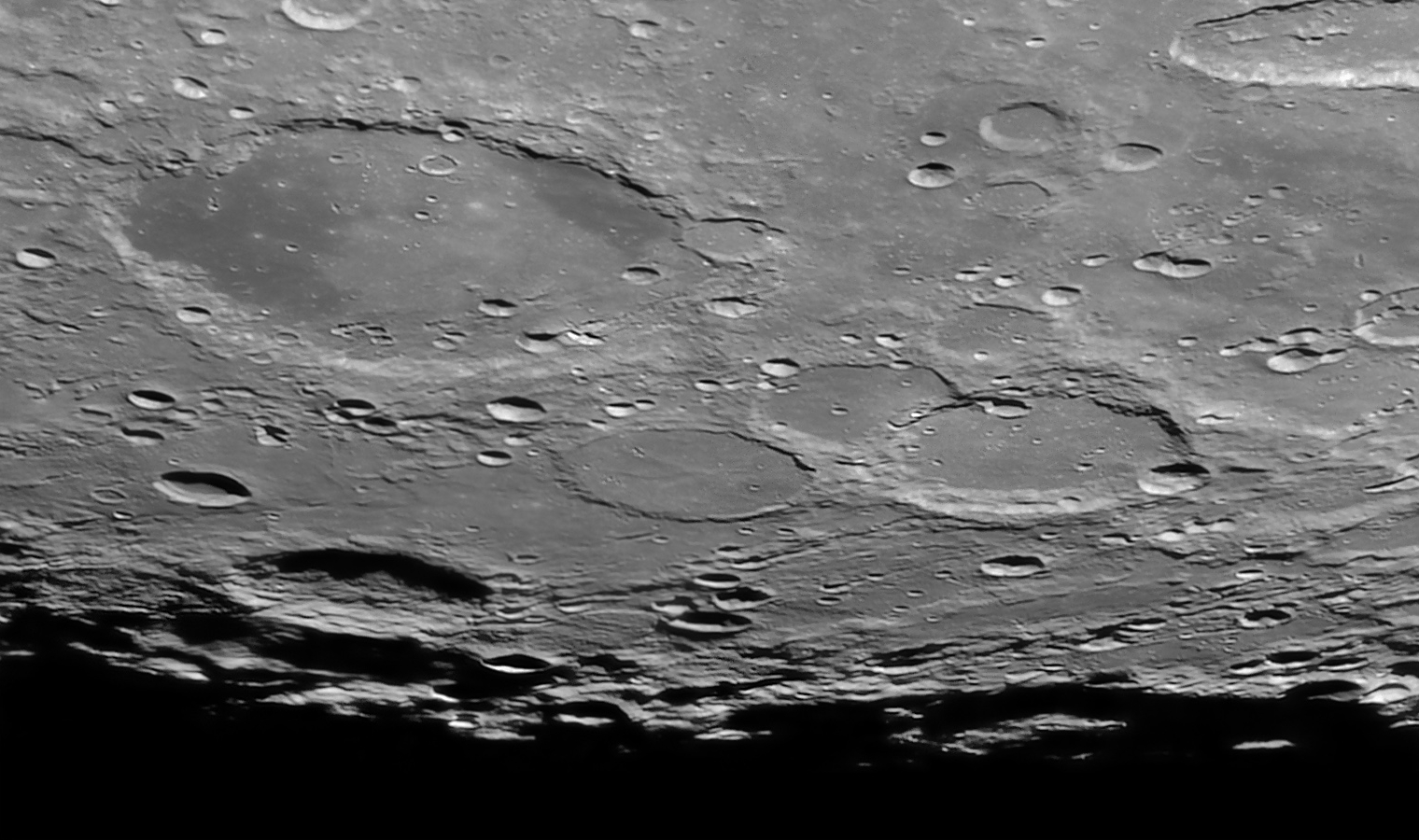
Tầm nhìn từ Trái Đất của hố Nasmyth, hố Phocylides, và hố Wargentin ở bên phải và hố Schickard ở trái trên.

Wargentin là một hố Mặt Trăng bất bình thường (hố va chạm) được lấp đầy bởi dòng chảy dung nham bazan, tạo thành một cao nguyên. Khi dòng chảy dung nham diễn ra, nó phun trào từ bên trong tường hố và tiếp tục chảy cho tới khi nó tiến tới phần thấp nhất của vành hố. Một vài phần chắn của hố khiến dòng chảy không thể quay lại trạng thái cân bằng. Từ khi sự phun trào này diễn ra, một vài ejecta sẽ chạm tới đỉnh, khiến bề mặt có suất phản chiếu cao hơn bazan.
Vành hố Wargentin bị xói mòn và chồng chéo bởi vài hố nhỏ khác. Vành tường ngoài có độ cao là 0,3 km so với địa hình xung quanh. Một họa tiết bức xạ của sườn có thể được thấy rõ trên bề mặt, bức xạ từ trung tâm của hố.
Wargentin nằm ở phía tây nam của rìa Mặt Trăng, nên hố xuất hiện hình thuôn khi được nhìn từ Trái Đất. Hố được liên kết ở vành đông nam bởi một hố nhỏ hơn là hố Nasmyth, hố này lại bị chồng lên bởi hố lớn Phocylides.  Về phía đông bắc là hố có tường rộng hơn Schickard.
Hố được đặt tên theo sau nhà thiên văn học người Thụy Điển thế kỷ 18 Peter Wargentin, người đã quan sát ngôi sao sáng nhất Mira.

## Hố vệ tinh
Theo quy ước, những tính chất này được xác định trên bản đồ bằng cách đặt từng chữ cái là tâm của các hố vệ tinh gần với Wargentin nhất.
| Wargentin | Vĩ độ   | Kinh độ | Đường kính |
| --------- | ------- | ------- | ---------- |
| A         | 47.1° N | 59.1° T | 21 km      |
| B         | 51.4° N | 67.6° T | 18 km      |
| C         | 47.4° N | 61.2° T | 12 km      |
| D         | 51.0° N | 65.1° T | 16 km      |
| E         | 50.9° N | 66.9° T | 16 km      |
| F         | 51.5° N | 66.1° T | 20 km      |
| H         | 47.4° N | 60.1° T | 9 km       |
| K         | 48.3° N | 57.8° T | 7 km       |
| L         | 48.1° N | 58.2° T | 11 km      |
| M         | 48.1° N | 58.9° T | 7 km       |
| P         | 48.7° N | 56.6° T | 9 km       |